# Natalja Wladimirowna Baranskaja
Natalja Wladimirowna Baranskaja (russisch Наталья Владимировна Баранская; * 18. Januarjul. / 31. Januar 1908greg. in Sankt Petersburg; † 29. Oktober 2004 in Moskau) war eine sowjetische Schriftstellerin, die sich in ihren Erzählungen vornehmlich mit dem schweren Los von Frauen auseinandersetzte. Mehrere Bücher erschienen auch auf Deutsch.

## Leben
Natalja Baranskaja war die Tochter des Arztes Wladimir Nikolajewitsch Rosanow und der Arzthelferin Ljubow Nikolajewna Radtschenko, die als Menschewiki verfolgt wurden. Ihre Kindheit und Jugend war daher durch Unstetigkeit geprägt. So reiste sie 1910 mit ihrer Mutter in die Schweiz, wohin ihr Vater geflohen war, lebte im Folgejahr nach der Verhaftung ihrer Mutter beim Vater in Sankt Petersburg und ab 1912 mit beiden Eltern in Berlin. Zwei Jahre später trennten sich diese und Baranskaja kehrte mit der Mutter in ihre Geburtsstadt Moskau zurück. Nach der Oktoberrevolution 1917 und folgender Hungersnot gingen sie nach Kiew, wo sie bei Baranskajas älterer Schwester lebten. In Folge des ausbrechenden Bürgerkriegs herrschten jedoch auch dort schlechte Lebensbedingungen. 1922 zogen Baranskaja und ihre Mutter wieder nach Moskau. Dort besuchte Baranskaja bis 1926 ein Gymnasium. Zunächst wurde sie wegen ihrer Eltern nicht zum Studium zugelassen und absolvierte stattdessen in den folgenden drei Jahren Hochschulkurse in Literatur an einer Berufsbildungseinrichtung. Erst danach konnte sie an der Historisch-ethnologischen Fakultät der MGU studieren. 1930 erlangte sie dort ihren Abschluss. Sie war zu dieser Zeit für einen Verlag tätig, verlor jedoch die Stelle im gleichen Jahr im Zusammenhang mit Aktivitäten ihrer Mutter.
Baranskaja war zweimal verheiratet. Mit 19 Jahren ehelichte sie einen Kommilitonen, der später inhaftiert und nach Kasachstan verbannt wurde. Sie trennten sich aus persönlichen Gründen. Aus der Ehe ging ihre Tochter Tatjana (1934–2001) hervor. 1937 heiratete Baranskaja ihren Cousin Nikolai Baranski. Mit ihm bekam sie 1940 einen gleichnamigen Sohn. 1941 zog die Familie nach Saratow, später in das Altai-Gebiet. Ihr Mann fiel im August 1943 am Kursker Bogen und Baranskaja musste ihre zwei Kinder allein aufziehen. Im November des gleichen Jahres zog sie zurück nach Moskau. Sie arbeitete am Staatlichen Literaturmuseum und begann eine Aspirantur an der Philologischen Fakultät der MGU. Für die Verteidigung ihrer Dissertation über satirische Zeitschriften des 18. Jahrhunderts fehlte ihr jedoch die Zeit. 1958 wurde sie Stellvertretende Direktorin am neu eröffneten Moskauer Puschkin-Museum, für das sie acht Jahre tätig war. Puschkins Werk gehörte zu den Schwerpunkten ihrer Arbeit als Literaturwissenschaftlerin. 1966 bat sie um ihre vorzeitige Pensionierung. Hintergrund war der wachsende auf sie ausgeübte Druck durch ihr nicht mit der Politik der Einheitspartei konformes Verhalten. Zuletzt war ein Verfahren im Parteibüro gegen sie angestrengt worden, nachdem sie Joseph Brodsky zu einem Achmatowa-Gedenkabend eingeladen hatte.
Im Jahr ihrer Pensionierung begann Baranskaja, erste Erzählungen zu verfassen. Zwei davon erschienen 1968 in der Zeitschrift Nowy Mir, so dass Baranskaja im Alter von 60 Jahren als Autorin debütierte. Im Jahr darauf veröffentlichte sie ihr bekanntestes Werk, den Powest Woche um Woche. Es wurde in zwölf Sprachen übersetzt. Baranskaja stellt darin laut Gisela Reller als erste SU-Schriftstellerin die körperliche und seelische Überforderung sowjetischer Durchschnittsfrauen dar. Baranskaja beklagte vor allem das Fehlen (oder die Unzugänglichkeit) hilfreicher Gemeinschaftseinrichtungen. Die von ihr ausgeübte Kritik führte dazu, dass ihre späteren Veröffentlichungen durch die Zensur erschwert wurden. 1977 erschien ihr erster Sammelband Otricatelʹnaja Žizelʹ (Die negative Giselle) in einer Auflage von 100.000 Exemplaren. Zwei Jahre später wurde Baranskajas Wirken durch Aufnahme in den Schriftstellerverband gewürdigt.
Alexander Sergejewitsch Puschkins Witwe Natalja ist Gegenstand der erstmals 1977 in der Zeitschrift Sibir erschienenen Novelle Ein Kleid für Frau Puschkin. Sie war auch Teil des 1982 erschienenen Sammelbands zum Thema Puschkin Portret, podarennyj drugu: očerki i rasskazy o Puškine. Der Band enthielt weitere Erzählungen, teilweise mit Bezug auf Baranskajas frühere wissenschaftliche Arbeiten (1966/67), sowie Aufsätze über das Leben Puschkins, die sie schon 1970 veröffentlicht hatte. 1989 publizierte Baranskaja den Roman Denʹ pominovenija (übersetzt Gedenktag), der mit 316 Seiten ihr umfangreichstes Werk darstellt und den sie selbst für ihr bedeutendstes hielt. 1999 veröffentlichte sie ihre Memoiren (Stranstvie bezdomnych), an denen sie acht Jahre gearbeitet hatte. Sie beschreibt darin Erinnerungen an ihr Leben und das ihrer Eltern bis vor dem Zweiten Weltkrieg. Baranskaja fand dafür keinen kommerziellen Verlag, da diese nach der Perestroika wettbewerbsorientiert arbeiteten und das Thema nicht als gewinnträchtig ansahen. Schließlich konnte sie das Werk mittels eines Sponsoren in einer Auflage von 1000 Exemplaren drucken lassen. Aus ähnlichen Gründen war auch die Stückzahl der zuvor erschienenen Auflagen ihrer Werke zunehmend kleiner geworden.
Baranskaja arbeitete bis zu ihrem Tod im Jahr 2004 an weiteren Erzählungen. Sie lebte mit einem ihrer Enkel in einer Wohnung in Moskau.
Zu Baranskajas Gesamtwerk gehören über 30 Erzählungen, sechs Powesti, ein Roman, ihre Memoiren und verschiedene Aufsätze. In Russland erschienen fünf Bücher sowie Erzählungen in Zeitschriften. In zehn westlichen Ländern und Japan wurden Werke von ihr veröffentlicht. Am bekanntesten ist ihr Schaffen in Deutschland, Dänemark, Holland und Frankreich.

## Werke (Auswahl)
- A week like any other (1973) Nedelja kak nedelja, Erzählungen, 1969, dts.Woche um Woche: Frauen in der Sowjetunion, Darmstadt 1979 (Luchterhand; bis 1988 vier Auflagen)
- Cvet temnogo medu, Novelle, 1977, dts. Ein Kleid für Frau Puschkin, Ffm 1982 (Bibliothek Suhrkamp, Übersetzung Wolfgang Kasack)
- Das Ende der Welt: Erzählungen von Frauen, Darmstadt 1985 (Luchterhand; bis 1988 vier Auflagen)
- Die Frau mit dem Schirm, Erzählungen, Berlin 1987 (Volk und Welt)
- Странствие бездомных (Stranstvie bezdomnych) in deutscher Übersetzung von Beatrix Michel-Peyer unter dem Titel Unbehauste Wanderer, Books on Demand 2019 = ISBN 978-3-7431-2717-3